# José Benito de Aranda (militar)
José Benito de Aranda fue un militar argentino que combatió en la Guerra de Independencia de la Argentina.

## Biografía
José Benito de Aranda nació en la ciudad de Salta alrededor del año 1790. Al producirse la Revolución de mayo de 1810, estuvo entre los primeros patriotas que se alistaron en las milicias de su provincia como soldado voluntario.
Ascendió a alférez de los Gauchos de Caballería de Salta y cuando en 1820 cuando Martín Miguel de Güemes  reorganizó las milicias de Salta, fue nombrado teniente graduado, sirviendo a las órdenes del coronel Bonifacio Ruiz de los Llanos en el Escuadrón de Gauchos del Valle de Cachi hasta alcanzar el grado de teniente coronel.
Casó en Tarija con Josefa Centeno y Arze Loyola.
Tuvo al menos un hijo, llamado igualmente José Benito, quien fue un destacado político salteño.